# Aaron Ohrenstein
Aaron Ohrenstein, auch Aaron Orenstein (geboren am 17. September 1909 in Berlin; gestorben am 25. Mai 1986 in München) war ein deutscher Rabbiner.

## Leben
Ohrenstein besuchte zwischen 1928 und 1934 das Jüdisch-Theologische Seminar (JTS) in Breslau, legte 1935 das Rabbinerexamen ab und promovierte im Mai 1935 in Prag. Danach arbeitete er als Prediger und Lehrer in Berlin unter den Bedingungen der Judenverfolgung im nationalsozialistischen Deutschland. 1937 wurde er in Berlin-Pankow Rabbiner an der Synagoge des privaten Religionsvereins Agudath Achim. Am 30. Oktober 1938 wurde Ohrenstein als Staatenloser im Rahmen der Polenaktion aus dem Deutschen Reich ausgewiesen und an die polnische Grenze verbracht. In Polen arbeitete er als Direktor eines Waisenhauses in der Nähe von Warschau.
Beim deutschen Überfall auf Polen Anfang September 1939 floh er nach Tarnopol, das aufgrund des Hitler-Stalin-Pakts von der Sowjetunion okkupiert wurde. Dort arbeitete er in der jüdischen Gemeinde. 1941 eroberte die Wehrmacht Galizien und die jüdische Bevölkerung wurde im August 1941 in Ghettos inhaftiert. Ohrenstein konnte 1943 den Deportationen entkommen und überlebte die Schoah im Untergrund, während seine Angehörigen in Auschwitz und Treblinka umkamen. Bei Kriegsende geriet er als Displaced Person nach München.
Ohrenstein wurde Anfang November 1945 Oberrabbiner in München und war von 1947 bis 1955 Landesrabbiner in Bayern. In München traf er im November 1948 im Verlag der Süddeutschen Zeitung auf Franz Josef Schöningh, den ehemaligen stellvertretenden Kreishauptmann der deutschen Besatzungsverwaltung in Tarnopol. Schöningh verharmloste in einem weiteren Treffen mit Ohrenstein seine Tätigkeit in Tarnopol, und Ohrenstein bestätigte für Schöningh im Namen der Israelitischen Kultusgemeinde (IKG) ein allgemein gehaltenes Entlastungsschreiben des ebenfalls aus Tarnopol stammenden Dan Georg Bronner vom 15. Januar 1951.
Die IKG-Bayern musste sich um die aus Osteuropa abgewanderten Juden kümmern, die im Raum München und im Raum Nürnberg in DP-Lagern untergebracht waren, und deren Belange vertreten. Ohrensteins Tätigkeit stand im Spannungsfeld vielfältiger Erwartungen: Die Zionisten erwarteten seine Zuarbeit bei der raschen Auswanderung der europäischen Juden nach Palästina, resp. Israel, außerdem die Übertragung aller Vermögensansprüche der von den Nationalsozialisten enteigneten Israelitischen Gemeinden und der Holocaustopfer auf internationale jüdische Organisationen. Die wiedergegründeten örtlichen Israelitischen Kultusgemeinden hingegen versuchten die Restitutionsfragen in dem Sinne zu lösen, selbst über die Mittel zu verfügen und damit den Displaced Persons zu helfen. Die deutsche Gesellschaft und ihre Politiker, insbesondere die „Arisierung“sgewinner unter ihnen sowie die von ehemaligen NSDAP-Mitgliedern durchsetzten Behörden und Beamtenapparate, wollten die Überlebenden mit so wenig Aufwand und Geld wie möglich aus Deutschland schaffen. Da die Auszahlungstermine für die Wiedergutmachungsansprüche mit den Auswanderungsterminen kollidierten, wurden von der deutschen Bürokratie auch Zahlungsansprüche vorfinanziert, um den Opfern die sofortige Ausreise zu ermöglichen. An der Finanzierung der Kredite bereicherten sich vornehmlich deutsche Kreditinstitute. Es gab nun auch in pragmatischer oder betrügerischer Absicht gefälschte Entschädigungsberechtigungen und Anspruchsübertragungen. Ohrenstein wurde vorgeworfen, dass er solche fehlerhaften oder gefälschten Dokumente leichtfertig beglaubigt hatte. Außerdem unterlief er damit die ohnehin unbürokratische Arbeitsweise des bayerischen Staatskommissars für rassisch, religiös und politisch Verfolgte, Philipp Auerbach. Ohrenstein wurde daher Mitangeklagter im Prozess gegen Auerbach und zwei von dessen Mitarbeitern im Rahmen der sogenannten Auerbach-Affäre, bei der es um die Veruntreuung von Geldern aus Wiedergutmachungsansprüchen von NS-Opfern ging. Den Prozess zog die deutsche Justiz in einem antisemitisch grundierten Verfolgungseifer durch. Ohrenstein wurde wegen Betrugs zu einem Jahr Gefängnis und einer Geldstrafe von 10.000 DM verurteilt und legte gegen das Urteil in der Folge weitgehend erfolglose Rechtsmittel ein, blieb aber solange in seiner Position, was innerhalb der Münchener Gemeinde die Oppositionsgruppe Block für Recht und Sauberkeit auf den Plan rief, an der Yitzchak Zieman beteiligt war. Im Jahr 1955 verlor Ohrenstein seine Stelle bei der Israelitischen Kultusgemeinde München und Oberbayern. Ohrenstein wurde auch vorgeworfen, den bayerischen Justizminister Josef Müller im ersten Halbjahr 1950 mit 20.000 DM bestochen zu haben, was Müller zugegeben hatte. Die Berichterstattung in den Publikationen Stern und Der Spiegel bediente die Leser mit antisemitischen Stereotypen.
Im März 1965 wurde Ohrenstein vom Landgericht Graz im Prozess gegen den Judenreferenten der Gestapo in Tarnopol Friedrich Lex als Zeuge gehört.

## Schriften
- Chasdai Crescas Lehre von der Willensfreiheit. Dissertation, Prag 1935.